# Diallactia
Diallactia is een muggengeslacht uit de familie van de galmuggen (Cecidomyiidae).

## Soorten
- D. croceus (Kieffer, 1894)
- D. fulvus (Mamaev, 1966)
- D. incomparabilis (Mamaev, 1998)
- D. obscuripes (Spungis, 1985)
- D. subcroceus (Mamaev, 1968)